# Gábor Áron (újságíró)
Gábor Áron (Kaposvár, 1911. április 20. – Saarbrücken, 1982. december 28.) magyar újságíró, író.

## Származása
Gábor Áronnak, az 1848–49-es forradalom és szabadságharc legendás ágyúöntőjének egyik oldalági leszármazottja volt. Szülei Gábor Mátyás és Dienes Karola voltak.

## Életpályája
Jogi diplomáját 1933-ban szerezte meg a Pázmány Péter Tudományegyetemen.
A második világháborúban haditudósítóként dolgozott, 1944. március 19-ig a budapesti 8 Órai Újság és a A Reggel munkatársa volt. 1941-ben a szovjet fronton szolgált, és megírta Túl a Sztálin vonalon című könyvét. 1944. december elején átment a fronton Debrecenbe. Itt a Magyar Vöröskereszt főtitkára lett. Ebben a minőségben 1945 júliusában vöröskeresztes delegációt vezetett a magyarországi és romániai hadifogolytáborokba.[forrás?]
Röviddel visszatérte után, 1945. augusztus 7-én a budapesti Szentkirályi utcai hivatali helyiségéből hurcolták el. A szovjet katonai bíróság halálra ítélte, de a Legfelsőbb Szovjet Bíróság öt évi kényszermunkára és életfogytiglani száműzetésre változtatta az ítéletet. Magyarországra csak az ötvenes évek végén tudott visszatérni.
1960 és 1962 között az Ország-Világ hetilap főmunkatársaként dolgozott, majd az Országos Erdészeti Főigazgatóság sajtófőnöke volt. 1965 nyarán az NSZK-ba költözött, és Münchenben élt. Itt jelent meg először a Szibériai Trilógia című műve (1967, 1968, 1971).
Német nyelvű könyveit a „Die Wahrheit auf Russisch: Freud und Leid der Iwan Iwanowitsch“ címen 1969-ben, spanyolul a barceloniai Editorial Bruguera kiadónál, 1972-ben, „Wohin Amerikaner?“ címen 1970-ben a müncheni Südwest Verlag-nál adták ki.
Többször beutazta az Amerikai Egyesült Államokat, Kanadát, Dél-Amerikát. Kétszer járt Ausztráliában és Dél-Afrikában, ahol idegenbe szakadt magyarságunk életét tanulmányozta. 1974-ben Ázsia peremén címmel az ausztráliai magyarság életéről számolt be. 1978-ban Túlélés című kötetében 1960–65 közötti budapesti élményeit írta meg. Számtalan külföldi magyar újság munkatársa volt, de írásai idegen nyelven is jelentek meg.

## Munkássága
Szibériai Trilógia című regénysorozatában (Az embertől keletre, 1967; Szögletes szabadság, 1968; Évszázados emberek, 1971:  XX. Század Kiadó, München-Los Angeles; nyomtatva Ledermüller Olivér nyomdájában, München) a Gulágon töltött évek szenvedéseiről számolt be. A mű több nyelven megjelent, Budapesten 1992-ben adták ki. Túlélés című kötete az 1960-1965 közötti budapesti évek krónikája.

## Emlékezete
- Alakja felbukkan Kondor Vilmos magyar író Bűnös Budapest című bűnügyi regényében.

## Művei
- Láttam a finn csodát (riport, 1940)
- Magyar hadi tudósító a Sztálin-vonalon túl (1941)
- Ázsia peremén. Az ausztráliai magyarság élete (visszaemlékezések, 1974)
- Magyar haditudósító túl a Sztálin-vonalon (riportok, 1975)
- Túlélés (regény, 1978)

### Szibériai Trilógia
- Az embertől keletre - visszaemlékezések, 1967, 1992. ISBN 963 7845 720
- Szögletes szabadság (visszaemlékezések, 1968)
- Évszázados emberek (visszaemlékezések, 1971)
- Angol nyelven: East of Man (1975), Weller Publishing Co. Ltd., Canada - ISBN 0 920004 01 6 - Szász Katalin fordítása